# Coupe de la Fédération de hockey sur glace 1994-1995
Navigation
Édition précédente Édition 1995-1996
La saison 1994-1995 est la 1re édition de la Coupe de la Fédération de hockey sur glace.

## Premier tour

### Groupe A
(Oświęcim, Pologne)

#### Demi-finale du Groupe A
| Équipe 1              | Score | Équipe 2                  |
| --------------------- | ----- | ------------------------- |
| Salavat Ioulaïev Oufa | 21:1  | KHL Medveščak Zagreb      |
| KS Unia Oświęcim      | 3:2   | Alba Volán Székesfehérvár |

#### Match pour la troisième place du Groupe A
| Équipe 1                  | Score | Équipe 2             |
| ------------------------- | ----- | -------------------- |
| Alba Volán Székesfehérvár | 13:2  | KHL Medveščak Zagreb |

#### Finale Groupe A
| Équipe 1         | Score | Équipe 2              |
| ---------------- | ----- | --------------------- |
| KS Unia Oświęcim | 2:10  | Salavat Ioulaïev Oufa |

### Groupe B
(Poprad, Slovaquie)

#### Demi-finale du groupe B
| Équipe 1     | Score | Équipe 2            |
| ------------ | ----- | ------------------- |
| HC Pardubice | 12:2  | HK Polytekhnic Kiev |
| ŠKP Poprad   | 20:1  | SC Miercurea-Ciuc   |

#### Match pour la troisième place du groupe B
| Équipe 1            | Score | Équipe 2          |
| ------------------- | ----- | ----------------- |
| HK Polytekhnic Kiev | 6:5   | SC Miercurea-Ciuc |

#### Finale du groupe B
| Équipe 1   | Score | Équipe 2     |
| ---------- | ----- | ------------ |
| ŠKP Poprad | 4:5   | HC Pardubice |

### Groupe C
(Belgrade, Yougoslavie)

#### Demi-finales du Groupe C
| Équipe 1          | Score | Équipe 2        |
| ----------------- | ----- | --------------- |
| HK Bulat Temirtau | 12:1  | HK Levski Sofia |
| HK Partizan       | 5:1   | HK Vojvodina    |

#### Match pour la troisième place du groupe C
| Équipe 1     | Score | Équipe 2        |
| ------------ | ----- | --------------- |
| HK Vojvodina | 2:4   | HK Levski Sofia |

#### Finale Groupe C
| Équipe 1    | Score | Équipe 2          |
| ----------- | ----- | ----------------- |
| HK Partizan | 4:2   | HK Bulat Temirtau |

 HDD Olimpija Ljubljana :  qualifié

## Tour final
(Ljubljana, Slovénie)

### Demi-finales
| Équipe 1               | Score | Équipe 2              |
| ---------------------- | ----- | --------------------- |
| HC Pardubice           | 6:1   | HK Partizan           |
| HDD Olimpija Ljubljana | 1:7   | Salavat Ioulaïev Oufa |

### Match pour la troisième place
| Équipe 1               | Score | Équipe 2    |
| ---------------------- | ----- | ----------- |
| HDD Olimpija Ljubljana | 12:0  | HK Partizan |

### Finale
| Équipe 1              | Score | Équipe 2     |
| --------------------- | ----- | ------------ |
| Salavat Ioulaïev Oufa | 4:1   | HC Pardubice |